# Las tres claves
Las tres claves es una película en blanco y negro de Argentina dirigida por Adalberto Páez Arenas sobre su propio guion que se estrenó el 15 de octubre de 1953 y que tuvo como protagonistas a Ricardo Castro Ríos, Beatriz Taibo, Julián Bourges, Carlos Fioriti y Marcos Zucker. Como operador de cámara colaboró el futuro director Diego Minitti.

## Sinopsis
Un joven detective esclarece el robo de unos planos en una fábrica de armamento.

## Reparto
- Ricardo Castro Ríos…Inspector Ricardo Leiva
- Beatriz Taibo…Alicia Herrera
- Julián Bourges…Alberto Herrera
- Carlos Fioriti…Soto
- Marcos Zucker…Félix
- Juan Carrara…Comisario
- Dora Ferreiro…Secretaria del Sr. Herrera
- Fernando Campos…Diariero
- Mario Nervi
- Aurelia Ferrer…Juana
- Mary Rey
- Enrique del Cerro
- Susana Vidal Castelli
- Arturo Arcari
- Francisco Barletta
- Alberto Quiles…Investigador
- Víctor Barrulcos
- José Mozzi
- Juan Carlos Barbieri…Hombre en esquina
- Antonio Martiánez…Ramírez
- Pablo Cumo…Policía
- Carlos Morasano
- Carlos López
- Emilio Lamas
- Carlos Nelson
- Lito Gómez
- Oscar Ríos
- Jorge de Grossi
- Félix Garibotti
- Silvio Rustici
- Roberto de Alzaga
- Bruno Nesce
- Manuel del Sastre
- Julio Bernía
- Osvaldo Lorenzini
- Espas Ganchoff

## Comentarios
Noticias Gráficas dijo que la película:

”Tiene un trámite cinematográfico confuso.”

El Heraldo del Cinematografista escribió:

”Dada la precariedad de medios de que dispuso no puede abrirse juicio sobre las posibilidades directivas de Páez Arena.”